# 唐滌生
唐滌生（1917年6月18日—1959年9月15日），原名唐康年，香港粵劇劇作家，籍貫是廣東香山（今珠海市唐家湾），在吉林省寧安縣出生。他能糅合文學與電影藝術，為粵劇藝術的發展做出了不少貢獻。

## 生平
據唐氏遺孀鄭孟霞說，唐滌生生於1917年6月18日出生於今東北黑龍江省；但據學者推斷，唐滌生大概是在上海出生，直至1935年才回到廣東中山上學。 他年少時在中山縣翠亨村紀念中學唸書，他曾被選為學生會主席，主持學生運動、推動反對專制治校的「護校運動」和號召學生及鄉民支持抗日。1937年初，他到上海，先後入讀白鶴美術專科學校及滬江大學（該校人員董事會之後南遷至香港，成為香港中文大學的一部份）。並加入了「湖光劇團」，活躍於京劇、話劇和電影圈中。
1937年夏天，日軍侵華被逼輟學，南下香港，找到堂姐唐雪卿，並加入了唐雪卿和丈夫薛覺先創辦的「覺先聲男女劇團」任抄曲員及實習生。當時劇團已有麥嘯霞、南海十三郎、馮志芬等人擔任開戲師爺和編劇，唐滌生曾隨馮志芬等人學習寫戲。 不久就寫成第一部粵劇作品《江城解語花》，由「小生王」白駒榮（名伶白雪仙之父）主演，從此展開其編劇生涯。
當任劍輝白雪仙於1956年成立「仙鳳鳴劇團」，便聘用唐滌生為駐團編劇，他便為仙鳳鳴編寫了《紅樓夢》、《牡丹亭驚夢》、《蝶影紅梨記》、《帝女花》、《紫釵記》、《再世紅梅記》、《九天玄女》等著名劇目。由於他辭藻秀麗，深入描寫人物情感世界，自創風格，終於成為一代宗師。
1959年9月14日晚上，唐滌生的新作《再世紅梅記》在利舞臺戲院首演。當演至第四場《脫阱救裴》時，唐滌生因腦溢血昏倒在觀眾席上，隨即被送往聖保祿醫院搶救，但於翌日（9月15日）清晨4時45分最終不治，终年42歲；同月16日下午在萬國殯儀館出殯，遺體其後安葬於荃灣華人永遠墳場。
1986年，已過世多年的唐滌生獲香港電台追頒十大中文金曲金針獎（樂壇最高榮譽大獎），獎項由遺孀鄭孟霞代領。  1989年，遺孀鄭孟霞把唐滌生的34套作品，以十萬港元轉售給娛樂唱片公司。

## 與南海十三郎的關係
就香港粵劇劇作家南海十三郎與唐滌生是否具有師徒關係，一直眾說紛紜。1983年，曾與唐滌生共事的香港粵劇編劇梁山人，在接受香港電台節目《唐滌生戲曲迴響》時，曾指出唐滌生的師父是馮志芬和南海十三郎，而該節目主持人也確認一次說是唐滌生遺孀鄭孟霞也指南海十三郎是唐滌生的師父，另一位曾與唐滌生共事的粵樂作家王粵生也呼應此說。 然而，此後有人不認同南海十三郎是唐滌生的師父一說，例如曾幫南海十三郎抄過曲的江河，便以「二次大戰前，人人都叫十三郎『十三哥』，唐君（唐滌生）也這樣稱呼他。和平之後，十三郎回港，唐滌生也叫他『十三哥』，及至唐氏稍為知名的時候，哥也不叫，改口叫『十三』。〔……〕十三郎叫唐叔做『阿唐』，而阿唐就叫他『十三』，叫得非常親切，他們是朋友，不是師生。」認為二人並非具有師徒關係。
為此，香港作家及粵劇學者朱少璋蒐集南海十三郎於1960年代為《工商晚報》等報章撰寫的專欄文章，並輯為《小蘭齋雜記》三冊，於2017年出版。唐滌生於1959年病逝，而據《小蘭齋雜記》所載，南海十三郎曾在1960年代多次於其專欄文章中書明「弟子唐滌生」。故此，朱少璋認為唐滌生的師父除馮志芬外，另一位是南海十三郎；但同時也看不出南海十三郎及唐滌生在劇藝承傳方面有明顯的關係。 2021年，粵劇名伶阮兆輝指根據南海十三郎的文字材料，確實顯示他曾稱呼唐滌生為弟子，也憶述南海十三郎曾有親口指點唐滌生，然而二人有否進行拜師儀式則不得而知。 2024年，香港粵劇學者陳守仁則在其著作《唐滌生創作傳奇（增訂版）》中，論證唐滌生確為馮志芬徒弟，並認為在一向「論資排輩」的粵劇戲班中，唐滌生應為南海十三郎的徒孫，但沒有明確證據證明唐滌生曾受南海十三郎的指導。:46-47

## 家庭
1937年9月23日，唐滌生與薛覺先十妹薛覺清結為夫婦，婚後得一子唐寶堯及一女唐淑儀，但此段婚姻維持不到三年後離異。後於1942年，與擅長舞蹈的上海京劇名伶鄭孟霞結婚並育得兩女唐淑珠及唐淑嫻。他把從其妻演藝造詣所吸收了的京劇及舞蹈元素加入粵劇中。

## 軼事
根據鄭孟霞在《唐滌生的藝術》節目中透露的資料，唐滌生喜歡畫油畫、攝影和釣魚，亦很著重衣著。還有，寫劇曲時較著重女角。另外，唐滌生寫完《再世紅梅記》後，曾說「以後不再寫劇本」，怎知一語成讖。唐滌生大部分的劇本已被燒去。

## 作品
從1938年第一部粵劇作品《江城解語花》至1959年去世的20年間共寫了446個劇本，也就是說他平均一年寫20多個劇本。事實上他在全盛時期，每年都寫30-40個劇本，其中1943年寫了43齣，1944年更多至58齣，是他寫作生涯中創作最多的年份。此外他在1950年至1955年期間寫了170個劇本（單是1950年就作了48個），是他創作生涯的另一個高峰。
“畫欄風擺竹橫斜，如此人間清月夜。愁對蕭蕭庭院，疊疊層台。黃昏月已上蟾宮，夜來難續橋頭夢，飄泊一身，怎分派兩重癡愛？不如彩筆寫新篇，也勝無聊懷舊燕，誰負此相如面目、宋玉身材？”（《再世紅梅記》之「脫阱救裴」）
“攜書劍，滯京華。路有招賢黃榜掛，飄零空負蓋世才華。老儒生，滿腹牢騷話。科科落第居人下，處處長賒酒飯茶。問何日文章有價？混龍蛇，難分真與假。一俟秋闈經試罷，觀燈鬧酒度韶華，願不負十年窗下。”（《紫釵記》之「燈街拾翠」）
以上數句，辭藻盡是清雋雅麗，音韻和諧更繞樑，反映了唐滌生先生的水平之高。
除此之外，他的劇本所描寫的人物，都是情感豐富，所以有不少被改編成電影，古裝片有《帝女花》、《再世紅梅記》、《紫釵記》、《跨鳳乘龍》、《蝶影紅梨記》及《洛神》，時裝片則有《花都綺夢》、《程大嫂》、《十載繁華一夢銷》及《夜夜念奴嬌》。他編寫的《粉城騷客》、《賴婚》、《十載繁榮一夢銷》更是運用了電影及話劇的手法。
當時幾乎所有粵劇紅伶均有演出他編撰的劇本，譬如：薛覺先、馬師曾、陳錦棠、芳艷芬、紅線女、鄧碧雲、何非凡、麥炳榮、吳君麗、羅艷卿、任劍輝、白雪仙。

## 作品列表

### 粵劇
| 劇目             | 首演日期      | 劇團     | 主演                                           |
| ---------------- | ------------- | -------- | ---------------------------------------------- |
| 江城解語花       | 1938年        | 海珠男女 | 白駒榮                                         |
| 楊保宗           | 1939年        | 錦添花   | 陳錦棠                                         |
| 衝破奈何天       | 1939年        | 錦添花   | 陳錦棠                                         |
| 霧中花           | 1941年        |          | 薛覺先                                         |
| 花落又逢君       | 1941年        | 錦添花   | 陳錦棠                                         |
| 北雁南飛         | 1941年        |          | 新馬師曾                                       |
| 趙飛燕           | 1941年        |          | 新馬師曾                                       |
| 啼笑姻缘         | 1944年        |          | 鄭孟霞                                         |
| 花田錯           | 1944年        |          | 鄭孟霞                                         |
| 璇宮艷史         | 1944年        |          | 鄭孟霞                                         |
| 孔雀東南飛       | 1945年        |          |                                                |
| 白楊紅淚         | 1945年        |          |                                                |
| 錢               | 1946年3月     | 前進     | 羅品超、衛少芳、區楚翹、梁國風                 |
| 四千金           | 1946年4月     | 前進     | 羅品超、衛少芳、區楚翹、鄭碧影                 |
| 戰場風月         | 1946年5月     | 前進     | 羅品超、衛少芳、關海山、鄭碧影                 |
| 金搥博銀搥       | 1946年7月     | 雙雄     | 陳錦棠、新馬師曾、李海泉、少新權               |
| 落紅零雁         | 1946年7月     | 勝利     | 馬師曾、鳳凰女、紅線女、甘燕明                 |
| 夜來香           | 1946年8月     | 龍鳳     | 羅品超、余麗珍、李海泉、白駒榮                 |
| 碧血黃花         | 1946年10月    | 龍鳳     | 羅品超、余麗珍、李海泉、白駒榮                 |
| 桃園抱月歸       | 1946年11月    | 勝利     | 馬師曾、韋劍芳、古耳順、紅線女                 |
| 憑欄十四年       | 1946年        | 龍鳳     | 羅品超、李海泉、余麗珍、白駒榮                 |
| 夜流鶯           | 1946年        | 龍鳳     | 何非凡、上海妹、半日安、余麗珍                 |
| 麗春花           | 1947年4月     | 龍鳳     | 羅品超、李海泉、白駒榮、余麗珍                 |
| 朱門綺夢         | 1947年        | 龍鳳     | 李海泉、余麗珍                                 |
| 野火春風         | 1947年        | 龍鳳     | 羅品超、李海泉、余麗珍、白駒榮                 |
| 路遙知馬力       | 1947年        | 龍鳳     | 羅品超、李海泉、余麗珍、白駒榮                 |
| 閻瑞生           | 1947年        | 龍鳳     | 陳錦棠、李海泉、余麗珍、張漢昇                 |
| 生死緣碰碑       | 1947年9月     | 豔海棠   | 芳艷芬、陳燕棠、陸雲飛、梁瑞冰                 |
| 桃花依舊笑將軍   | 1948年        | 飛馬     | 馬師曾、譚玉真、白龍珠、劉克宣                 |
| 月上柳梢頭       | 1948年        | 非凡響   | 楚岫雲、何非凡、丁公醒、鳳凰女                 |
| 天堂地獄再相逢   | 1948年        | 雄風     | 羅品超、上海妹、半日安、衛明心                 |
| 同是天涯淪落人   | 1948年        | 光華     | 羅品超、李海泉、余麗珍、衛明珠                 |
| 白陽紅淚         | 1948 / 1949年 | -        | -                                              |
| 秦庭初試燕新聲   | 1949年        | 燕新聲   | 石燕子、新周榆林、陳露薇                       |
| 天盜綺羅香       | 1949年        | 覺先聯合 | 薛覺先、余麗珍、文覺非、羅艷卿                 |
| 新小青吊影       | 1949年        | 新世界   | 羅麗娟、羅劍郎、譚玉真、梁醒波                 |
| 南北二霸天       | 1949年        | 錦添花   | 陳錦棠、鄧碧雲、盧海天、半日安                 |
| 出谷黃鶯         | 1949年        | 錦上添花 | 陳錦棠、半日安、上海妹、羅艷卿                 |
| 梁山伯與祝英台   | 1949年        | 覺先聲   | 楚岫雲、薛覺先                                 |
| 新粉面十三郎     | 1950年        | 覺華     | 薛覺先、上海妹、半日安、余麗珍                 |
| 一結同心萬古愁   | 1950年        | 新世界   | 羅麗娟、陳燕棠、梁醒波、譚玉真                 |
| 董小宛           | 1950年        | 錦添花   | 芳艷芬、陳錦棠、上海妹、半日安、衛少芳         |
| 蕩寇三雄         | 1950年        | 錦添花   | 芳艷芬、陳錦棠、李海泉、少崑崙                 |
| 惹火朱唇萬骨枯   | 1950年        | 錦添花   | 芳艷芬、陳錦棠、任劍輝、白雪仙                 |
| 火網梵宮十四年   | 1950年1月     | 錦添花   | 芳艷芬、陳錦棠、任劍輝、白雪仙                 |
| 法網哀鴻         | 1950年4月     | 新世界   | 羅麗娟、梁醒波、譚玉真、羅劍郎                 |
| 梟巢孤鶩         | 1950年4月     | 錦上添花 | 陳錦棠、上海妹、半日安、衛少芳                 |
| 花蕊夫人         | 1950年4月     | 錦上添花 | 陳錦棠、上海妹、半日安、衛少芳                 |
| 蛇蠍兩孤兒       | 1950年5月     | 錦上添花 | 陳錦棠、上海妹、半日安、衛少芳                 |
| 唐宮金粉獄       | 1950年5月     | 碧雲天   | 羅品超、鄧碧雲、羅艷卿、廖俠懷                 |
| 撲火春蛾         | 1950年        | 錦上添花 | 陳錦棠、上海妹、半日安、衛少芳                 |
| 罪惡鎖鏈         | 1950年        | 覺先聲   | 薛覺先、余麗珍、張漢昇                         |
| 漢武帝夢會衛夫人 | 1950年        | 覺先聲   | 薛覺先、余麗珍、張漢昇                         |
| 吳宮鄭旦鬥西施   | 1950年        | 大前程   | 石燕子、黃千歲、上海妹、半日安                 |
| 胭脂紅淚         | 1950年        | 新世界   | 羅麗娟、陳燕棠、梁醒波、譚玉真                 |
| 裙帶尊榮裙帶瘋   | 1950年        | 新東方   | 馬師曾、文覺非、紅線女、羅艷卿                 |
| 隋宮十載菱花夢   | 1950年        | 錦上添花 | 陳錦棠、上海妹、半日安、衛少芳                 |
| 韓信一怒斬虞姬   | 1950年        | 大龍鳳   | 新馬師曾、芳艷芬、梁醒波、麥炳榮               |
| 魂化瑤台夜台花   | 1950年        | 大龍鳳   | 新馬師曾、芳艷芬、梁醒波、衛明珠               |
| 一寸相思一寸灰   | 1950年        | 大龍鳳   | 新馬師曾、芳艷芬、梁醒波、衛明心               |
| 一曲鳳來儀       | 1950年        | 大龍鳳   | 新馬師曾、芳艷芬、少崑崙、衛明心               |
| 卿須憐我我憐卿   | 1950年        | 錦上添花 | 陳錦棠、上海妹、半日安、衛少芳                 |
| 元順帝夜祭凝香兒 | 1950年        | 大龍鳳   | 新馬師曾、芳艷芬、梁醒波、衛明心               |
| 橫霸長江血芙蓉   | 1950年        | 錦上添花 | 陳錦棠、黃千歲、上海妹、半日安                 |
| 袈裟難掩離鸞淚   | 1950年11月    | 錦添花   | 芳艷芬、陳錦棠、任劍輝、白雪仙                 |
| 情花浴血向斜陽   | 1951年        | 錦上添花 | 陳錦棠、上海妹、半日安、羅艷卿                 |
| 雍正與年羹堯     | 1951年        | 錦上添花 | 陳錦棠、上海妹、半日安、衛少芳                 |
| 錦湖艷姬         | 1951年        | 錦上添花 | 陳錦棠、上海妹、半日安、衛少芳                 |
| 節婦可憐宵       | 1951年        | 錦上添花 | 陳錦棠、上海妹、半日安、衛少芳                 |
| 楊柳攀折銷魂柳   | 1951年        | 錦上添花 | 陳錦棠、上海妹、半日安、余麗珍                 |
| 一自落花成雨後   | 1951年        | 大龍鳳   | 何非凡、芳艷芬、白龍珠、鄭孟霞                 |
| 月落烏啼霜滿天   | 1951年        | 大龍鳳   | 何非凡、芳艷芬、白龍珠、鄭孟霞                 |
| 毒金蓮           | 1951年        | 錦上添花 | 陳錦棠、上海妹、半日安、余麗珍                 |
| 仙女牧羊         | 1951年        | 大金龍   | 馬師曾、陳錦棠、紅線女、任劍輝                 |
| 金面如來         | 1951年11月    | 大四喜   | 新馬師曾、譚玉真、廖俠懷、白龍珠               |
| 風流夜合花       | 1951年11月    | 大羅天   | 何非凡、芳艷芬、白龍珠、梁醒波                 |
| 屠城鶼鴣淚       | 1951年11月    | 大金龍   | 馬師曾、陳錦棠、任劍輝、紅線女                 |
| 一劍能消天下仇   | 1951年11月    | 大四喜   | 新馬師曾、譚玉真、廖俠懷、白龍珠               |
| 蠻女催粧嫁玉郎   | 1951年        | 普長春   | 石燕子、何非凡、紅線女、梁醒波                 |
| 萬里雲山一雁歸   | 1952年1月     | 大龍鳳   | 新馬師曾、芳艷芬、梁醒波、衛明心               |
| 綵雲仙子鬧禪台   | 1952年2月     | 大歡喜   | 石燕子、何非凡、鄧碧雲、梁醒波                 |
| 夜夜念奴嬌       | 1952年        | 喜臨門   | 何非凡、鄧碧雲、梁醒波、少新權                 |
| 漢宮蝴蝶夢       | 1952年        | 喜臨門   | 何非凡、鄧碧雲、梁醒波、少新權                 |
| 一枝紅艷露凝香   | 1952年        | 金鳳屏   | 芳艷芬、任劍輝、白雪仙、白龍珠                 |
| 望帝迎歸九鳳屏   | 1952年        | 金鳳屏   | 芳艷芬、任劍輝、白雪仙、半日安                 |
| 漢苑玉梨魂       | 1952年        | 金鳳屏   | 芳艷芬、任劍輝、白雪仙、半日安                 |
| 梨渦一笑九重天   | 1952年        | 金鳳屏   | 芳艷芬、任劍輝、白雪仙、半日安                 |
| 一樓風雪夜歸人   | 1952年        | 金鳳屏   | 芳艷芬、任劍輝、白雪仙、白龍珠                 |
| 郎心如鐵         | 1952年        | 錦添花   | 陳錦棠、鄧碧雲、任劍輝、白雪仙                 |
| 紅樓二尤         | 1952年        | 金鳳屏   | 芳艷芬、任劍輝、白雪仙、靚次伯                 |
| 夢斷香銷四十年   | 1952年        | 金鳳屏   | 芳艷芬、任劍輝、白雪仙、靚次伯                 |
| 蓬門未識綺羅香   | 1952年        | 金鳳屏   | 芳艷芬、任劍輝、白雪仙、靚次伯                 |
| 一點靈犀化彩虹   | 1952年        | 金鳳屏   | 黃千歲、任劍輝、白雪仙、靚次伯                 |
| 帝苑梨花三月濃   | 1952年        | 梨園樂   | 黃千歲、羅艷卿、白龍珠、歐陽儉                 |
| 一年一度燕歸來   | 1953年        | 金鳳屏   | 芳艷芬、黃千歲、任劍輝、白雪仙                 |
| 復活             | 1953年        | 鴻運     | 陳錦棠、任劍輝、白雪仙、梁醒波                 |
| 賴婚             | 1953年        | 鴻運     | 陳錦棠、任劍輝、白雪仙、梁醒波                 |
| 燕子啣來燕子盞   | 1953年        | 鴻運     | 陳錦棠、任劍輝、白雪仙、梁醒波                 |
| 天降火麒麟       | 1953年        | 大好彩   | 白玉堂、陳錦棠、陳艷儂、鳳凰女                 |
| 醉打金枝戲玉郎   | 1953年        | 大好彩   | 芳艷芬、陳錦棠、任劍輝、白雪仙                 |
| 忽必烈大帝       | 1953年        | 大好彩   | 陳錦棠、沖天鳳、靚次伯、李海泉                 |
| 紅了櫻桃碎了心   | 1953年        | 鴻運     | 陳錦棠、任劍輝、白雪仙、梁醒波                 |
| 龍潭夜葬夜明珠   | 1953年        | 大好彩   | 芳艷芬、黃千歲、譚玉真、陸飛鴻                 |
| 豔陽長照牡丹紅   | 1954年2月     | 新艷陽   | 芳艷芬、黃千歲、歐陽儉、麥炳榮                 |
| 程大嫂           | 1954年2月     | 新艷陽   | 芳艷芬、黃千歲、蘇少棠、歐漢姬                 |
| 萬世流芳張玉喬   | 1954年4月     | 新艷陽   | 芳艷芬、陳錦棠、黃千歲、蘇少棠                 |
| 魂繞巫山十二重   | 1954年        | 鴻運     | 陳錦棠、任劍輝、白雪仙、梁醒波                 |
| 紫氣東來花滿樓   | 1954年        | 鴻運     | 陳錦棠、任劍輝、白雪仙、梁醒波                 |
| 難續空門未了情   | 1954年4月     | 新艷陽   | 芳艷芬、陳錦棠、梁醒波、靚次伯                 |
| 亂世嫦娥         | 1954年9月     | 新艷陽   | 芳艷芬、陳錦棠、歐陽儉、鳳凰女                 |
| 一代名花花淺淚   | 1954年9月     | 新艷陽   | 芳艷芬、陳錦棠、黃千歲、鳳凰女                 |
| 春燈羽扇恨       | 1954年9月     | 新艷陽   | 芳艷芬、陳錦棠、白龍珠、歐陽儉                 |
| 錦城脂粉賊       | 1954年        | 錦城春   | 陳錦棠、陳艷儂、鳳凰女、梁醒波                 |
| 玉女換雙城       | 1954年        | 大世界   | 羅麗娟、陳錦棠、吳君麗、梁醒波                 |
| 壯士魂銷帳下歌   | 1954年        | 大世界   | 羅麗娟、陳錦棠、吳君麗、梁醒波                 |
| 錯把銀燈照玉郎   | 1954年        | 鴻運     | 陳錦棠、任劍輝、梁醒波、白雪仙                 |
| 販馬記           | 1954年        | 利榮華   | 任劍輝、白雪仙                                 |
| 真假春鶯戲艷陽   | 1955年1月     | 新艷陽   | 芳艷芬、陳錦棠、白龍珠、歐陽儉                 |
| 一入侯門深似海   | 1955年2月     | 新艷陽   | 芳艷芬                                         |
| 雄寡婦           | 1955年        | 同慶     | 黃千歲、鄧碧雲、梁醒波、鳳凰女                 |
| 傾國名花         | 1955年        | 艷陽紅   | 新馬師曾、陳艷儂、鳳凰女、梁醒波               |
| 珍珠塔           | 1955年        | 利榮華   | 何非凡、半日安、白龍珠、白雪仙                 |
| 一盞香燈照玉郎   | 1956年        | 利榮華   | 任劍輝、白雪仙、半日安、白龍珠                 |
| 金雀奇緣         | 1956年        | 利榮華   | 任劍輝、白雪仙、半日安、白龍珠                 |
| 陽春白雪兩相輝   | 1956年        | 利榮華   | 任劍輝、白雪仙、半日安、白龍珠                 |
| 煙花引蝶來       | 1956年        | 利榮華   | 任劍輝、白雪仙、半日安、白龍珠                 |
| 桂枝告狀         | 1956年        | 利榮華   | 任劍輝、白雪仙、半日安、白龍珠                 |
| 琵琶記           | 1956年        | 利榮華   | 任劍輝、白雪仙、白龍珠、英麗梨                 |
| 紅菱血           | 1956年        | 碧雲天   | 羅品超、鄧碧雲、廖俠懷、羅艷卿                 |
| 跨鳳乘龍         | 1956年        | 利榮華   | 任劍輝、白雪仙、半日安、歐陽儉                 |
| 西施             | 1956年4月     | 新豔陽   | 芳豔芬、梁醒波、黃千歲、陳錦棠                 |
| 紅樓夢           | 1956年6月     | 仙鳳鳴   | 任劍輝、白雪仙、梁醒波、梅綺、鳳凰女、蘇少棠   |
| 唐伯虎點秋香     | 1956年7月     | 仙鳳鳴   | 任劍輝、白雪仙、梁醒波、梅綺、鳳凰女、蘇少棠   |
| 牡丹亭驚夢       | 1956年11月    | 仙鳳鳴   | 任劍輝、白雪仙、梁醒波、靚次伯、蘇少棠、任冰兒 |
| 穿金寶扇         | 1956年12月    | 仙鳳鳴   | 任劍輝、白雪仙、梁醒波、靚次伯、蘇少棠、任冰兒 |
| 雙珠鳳           | 1957年        | 麗聲     | 麥炳榮、吳君麗、鳳凰女、歐陽儉                 |
| 花田八喜         | 1957年2月     | 仙鳳鳴   | 任劍輝、白雪仙、梁醒波、靚次伯、蘇少棠、任冰兒 |
| 蝶影紅梨記       | 1957年2月     | 仙鳳鳴   | 任劍輝、白雪仙、梁醒波、靚次伯、蘇少棠、任冰兒 |
| 帝女花           | 1957年6月     | 仙鳳鳴   | 任劍輝、白雪仙、梁醒波、靚次伯、蘇少棠、任冰兒 |
| 紫釵記           | 1957年8月     | 仙鳳鳴   | 任劍輝、白雪仙、梁醒波、靚次伯、蘇少棠、任冰兒 |
| 香羅塚           | 1957年        | 麗聲     | 陳錦棠、吳君麗、半日安、梁醒波                 |
| 雙仙拜月亭       | 1958年        | 麗聲     | 何非凡、吳君麗、梁醒波、鳳凰女                 |
| 王佐斷臂         | 1958年        | 麗聲     | 何非凡、吳君麗、梁醒波、麥炳榮                 |
| 白兔會           | 1958年        | 麗聲     | 梁醒波、靚次伯、何非凡、鳳凰女                 |
| 百花亭贈劍       | 1958年        | 麗聲     | 何非凡、吳君麗、梁醒波、靚次伯                 |
| 香囊記           | 1958年        | 麗聲     | 何非凡、吳君麗、麥炳榮、鳳凰女                 |
| 鐵弓緣           | 1958年        | 孖寶     | 陳寶珠、陳非儂、梁寶珠、梁醒波                 |
| 白蛇傳           | 1958年3月     | 新豔陽   | 芳豔芬、新馬司曾、譚倩紅、梁少平、麥炳榮       |
| 九天玄女         | 1958年3月     | 仙鳳鳴   | 任劍輝、白雪仙、梁醒波、靚次伯、蘇少棠、梁素琴 |
| 西樓錯夢         | 1958年9月     | 仙鳳鳴   | 任劍輝、白雪仙、梁醒波、靚次伯、蘇少棠、任冰兒 |
| 雪蝶懷香記       | 1959年        | 快樂     | 陳錦棠、何非凡、吳君麗、歐陽儉                 |
| 義膽忠魂節烈花   | 1959年        | 梨苑香   | 白玉堂、秦小梨、麥炳榮、半日安                 |
| 血羅衫           | 1959年        | 麗聲     | 何非凡、吳君麗、梁醒波、白龍珠                 |
| 再世紅梅記       | 1959年9月     | 仙鳳鳴   | 任劍輝、白雪仙、梁醒波、靚次伯、林家聲、任冰兒 |
| 血淚銀箏血淚人   | －            | －       | 何非凡、羅麗娟、鄭碧影、小覺天                 |
| 風流三父子       | －            | －       | 陸飛鴻、王中玉、鄭孟霞                         |
| 火海冤禽         | －            | －       | －                                             |

### 電影
| 劇目     | 首演日期 | 主演                                           | 備註                                                |
| -------- | -------- | ---------------------------------------------- | --------------------------------------------------- |
| 大地晨鐘 | 1940年   | 吳楚帆、黎灼灼、盧敦、唐滌生（唐丹）           | 唐滌生編劇，胡鵬、梁伯民導演。 香港百利影片公司發行 |
| 春閨三鳳 | 1941年   | 黎灼灼、張活游、梁上燕、伊秋水、張鳳湘、黃壽年 | 唐滌生編劇，胡鵬導演。 東方影業公司發行             |

## 外部連結
- 唐滌生在互联网电影资料库（IMDb）上的資料（英文）
- 唐滌生在香港影庫上的簡介